# Magba
Magba est une commune du Cameroun située dans le département du Noun (Région de l'Ouest).

## Population
Lors du recensement de 2005, la commune comptait 35 628 habitants, dont 19 829 pour Magba Ville.

## Organisation
Outre la ville de Magba, la commune comprend les villages mentionnées sur la palette en dessous d'article.

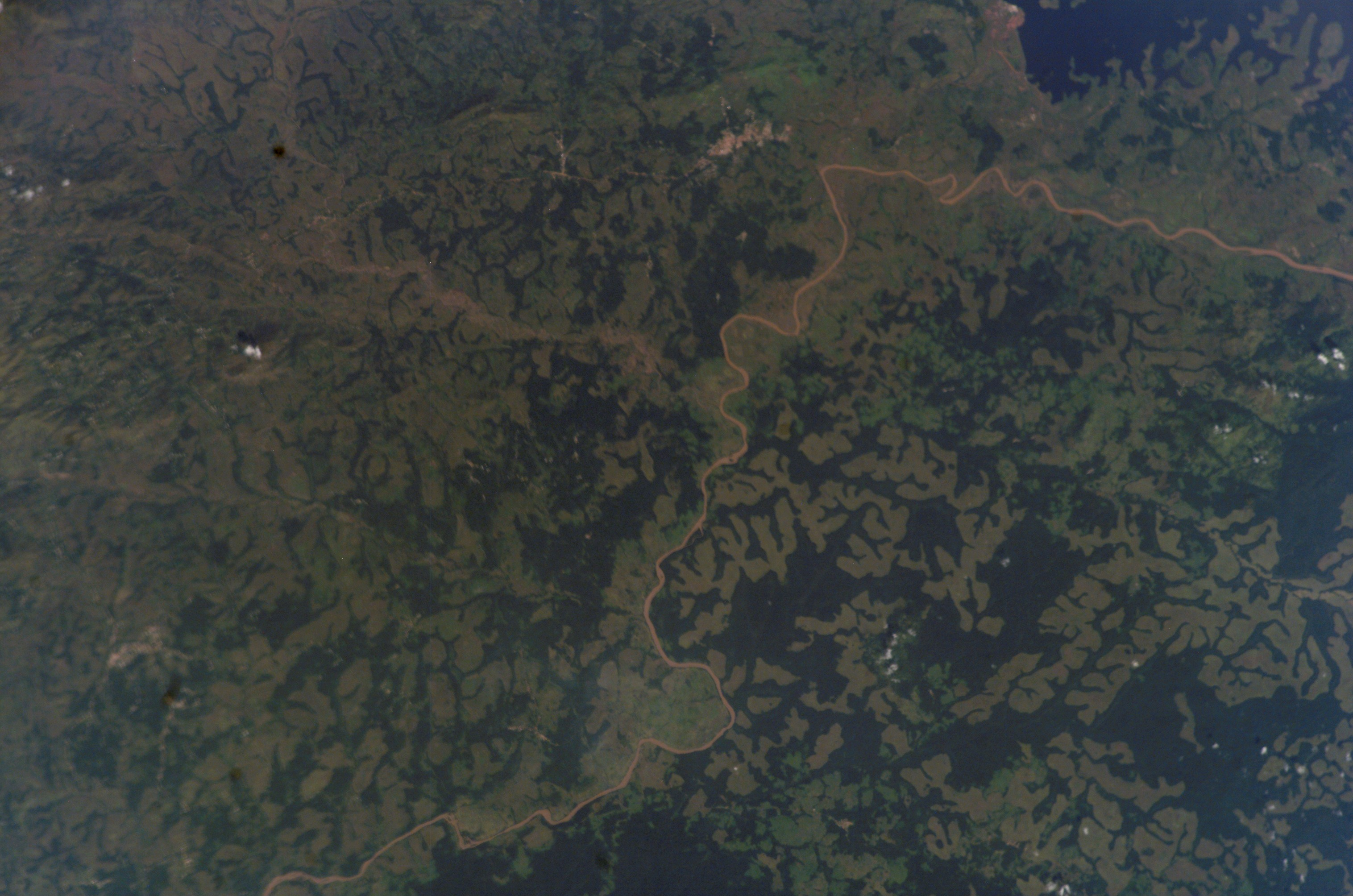
Vue de la région depuis la station spatiale internationale en 2007.

### Village mbakop ( magba)
- Mbo' (langue des Grassfields)